# Regius Professor of Laws (Dublin)
Der Regius Professor of Laws ist eine ursprünglich als Regius Professor of Canon and Civil Law 1668 von König Karl II. gestiftete Regius Professur für Rechtswissenschaften am Trinity College in Dublin. Neben dieser Regius Professur wurde ab 1761 eine Regius Professur of Feudal and English Law am Trinity College besetzt, die seit 1934 mit der Professur of Law vereint ist.

## Geschichte der Professur
In der Gründungsurkunde des Trinity Colleges von Dublin verlieh Elisabeth I. der Universität das Recht, Abschlüsse in omnibus artibus et facultatibus zu verleihen, also auch Jura. Andere Möglichkeiten, sich juristisch auszubilden existierten bis Mitte des 19. Jahrhunderts in Irland nicht. So finden sich schon in frühen Regelwerken ein Professor of Civil Law, der für die Prüfungen und die Ausbildungsnormen zuständig war. Vor 1668 stand die Lehre der Jurisprudenz unter der Kontrolle der Universitätsleitung. Einer der Fellows unterrichtete während eines Semesters Jura. Eine feste Professur gab es nicht.
Die erste Erwähnung eines öffentlich bestellten Professors findet sich am 20. November 1667, als Henry Styles zum ersten Publ. Prof. Legum ernannt wurde. Durch einen Brief Karls II. vom 4. November 1668 wurde eine Professorenstelle als Regius Professor of Civil and Canon Law neu gegründet und mit Mitteln aus dem Act of Settlement mit 40 Pfund Sterling pro Jahr unterstützt.
Der Lehrstuhl wurde meist mit einem Fellow des Colleges besetzt, eine Praxis, die beispielsweise beim 1761 gegründeten Lehrstuhl of Feudal and English Law ausdrücklich untersagt wurde. Als dieser Lehrstuhl Mitte des 19. Jahrhunderts eine schriftlich verfasste Prüfungsordnung erhielt, wurde der Lehrstuhl für Civil Law gleich mit reformiert, das Gehalt wurde angehoben und die Praxis der Ernennung eines Fellows wurde aufgegeben. Fortan musste der Professor Doktor des Rechts sein, ein Barrister mit mindestens sechs Berufsjahren Erfahrung. 1871 wurde sogar festgelegt, dass ein zum Professor ernannter Fellow seine Fellowschaft aufgeben musste. Trotzdem war der Lehrstuhl für viele Inhaber nur eine Sinekure.:138
Namhafte Ausnahmen waren Personen wie Francis Stoughton Sullivan, der später erster Regius Professor of Feudal and English Law wurde, oder Arthur Brown, der sich auch politisch für die Ziele der Universität einsetzte.
Erst Mitte des 19. wurden durch die Aufgabenteilung zwischen dem Regius Professor of Laws (Römisches Recht, allgemeines Recht und internationales Recht) und dem für Feudal and English Law (Eigentumsrecht) der Lehrstuhl zu einer dauerhaft erstklassigen Adresse im universitären Lehrbetrieb. 1944 übernahm Frances Elizabeth Moran den Lehrstuhl und damit als erste Frau auf den britischen Inseln eine Professur in Jura. Erst 2022 wurde mit der Südafrikanerin Helen Scott die zweite Frau auf eine Regius-Professur berufen, den Regius Chair of Civil Law an der University of Cambridge.

## Inhaber
| Name                                          | Namenszusatz            | von           | bis           | Anmerkung |
| --------------------------------------------- | ----------------------- | ------------- | ------------- | --- |
| Henry Styles:468                              | LL.D.                   | 4. Nov. 1668  |               | Trotz der Ernennung von Henry Styles (oder Stiles) war damit noch keine Grundlage für eine juristische Ausbildung vorhanden. Bestenfalls kann von einem embryonischen Zustand gesprochen werden. |
| George Brown:468                              | D.D.                    | 1686          |               | |
| John Barton:468                               | D.D.                    | 1693          |               | |
| Benjamin Pratt:468                            | D.D.                    | 1704          |               | Pratt wurde 1710 zum Provost des Trinity Colleges. Seine politische Tendenz zu den Tories brachte ihn in Verbindung zu Jakobiten. 1717 wurde er durch politische Einflussnahme zur Aufgabe seines Amts gezwungen. |
| John Elwood:468                               | LL.D.                   | 1710          |               | |
| Robert Shawe:468                              | D.D.                    | 1740          |               | |
| John Forster:468                              | LL.D.                   | 1743          |               | |
| Brabazon Disney:468                           | D.D.                    | 1747          |               | |
| John Whittingham:468                          | D.D.                    | 1749          |               | |
| Francis Stoughton Sullivan:468                | LL.D.                   | 1750          | 1761          | Sullivan wurde als jüngstes Mitglied mit nur 19 Jahren Fellow am Trinity College. Er genoss hohes Ansehen und sein 1772 veröffentlichtes Werk An Historical Treatise on the Feudal Law, and the Constitution and Laws of England, with a Commentary on Magna Charta war für lange Zeit das autoritative Werk für den Themenkomplex. Sullivan übernahm 1761 den neu gegründeten Regius Chair of Feudal and English Law.:468 |
| Patrick Duigenan:468                          | LL.D.                   | 1766          | 1776          | 1776 übernahm der im County Leitrim geborene Duigenan die Regius Professur of Feudal and English Law.:468 Der Wechsel wurde ihm durch Einflussnahme von Provost Hutchinson schmackhaft gemacht, der das Gehalt des Professors nur zu diesem Zweck um 100 Pfund erhöhte. Zum Dank veröffentlichte Duigenan ein Jahr später eine Schmähschrift, in welcher er Hutchinson erbarmungslos bloßstellte. Seine akademische Karriere aber beschädigte Duigenan damit. So konzentrierte er sich auf die juristische Karriere, wo er mit einer anti-katholischen Haltung die Aufmerksamkeit politischer Kräfte erregte und für den Wahlbezirk Armagh ins irische Parlament gewählt wurde. |
| Michael Kearney:468                           | D.D.                    | 1776          |               | |
| James Drought                                 |                         | 1778          |               | |
| Henry Dabzac:468                              | D.D.                    | 1779          |               | |
| John Forsayeth:468                            | D.D.                    | 1782          |               | |
| Gerald FitzGerald:468                         | D.D.                    | 1783          |               | |
| Arthur Browne:468                             | LL.D.                   | 1785          | 8. Juni 1805  | Browne hielt außer dem Regius Chair of Civil and Canon Law auch dreimal die Regius Professur für Griechisch in Dublin, von 1792 bis 1795, von 1797 bis 1799 und von 1801 bis 1805. 1783 wurde Brown für den Borough der University Dublin Mitglied des Unterhauses. 1795 wurde Browne Kronanwalt, 1802 Prime Serjeant (als letzter dieses Amtes) und 1803 Bencher der Society of the Kings Inns in Dublin. |
| Francis Hodgkinson:468                        | LL.D.                   | 8. Juni 1805  | 1810          | Hodgkinson verdankte seine Professur mehr seiner politischen Stellung in der Universität, als seinen Fähigkeiten. Er vernachlässigte seine Pflichten als Professor, da er während seiner gesamten Amtszeit keine Vorlesungen zum Sachthema hielt. |
| Richard Graves:468                            | D.D.                    | 1809          |               | |
| Francis Hodgkinson:468                        | LL.D.                   | 1810          |               | siehe 1805. |
| Christopher Edmund Allen                      |                         | 1817          |               | |
| Richard MacDonnell:468                        | D.D.                    | 1840          |               | MacDonnell wurde 1852 zum Provost der Universität gewählt und verblieb dort bis 1867. |
| Henry Wray:468                                | D.D.                    | 1841          |               | |
| John Lewis Moore:468                          | D.D.                    | 1844          |               | |
| John Anster:468                               | LL.D.                   | 1849          | 1867          | Anster wurde für seine literarischen Bemühungen bekannter, als für seine Lehrtätigkeit. Sein bekanntestes Werk sind teilweise Übersetzungen von Faust. Die Professur hielt er bis zu seinem Tod. Bei einer Befragung durch eine parlamentarische Kommission, 1853, erklärte Anster den Mitgliedern, dass die Verleihung von Titeln schon seit frühester Zeit eine reine Formsache gewesen sei. |
| Thomas Ebenezer Webb:468                      | LL.D.                   | 1867          | 1887          | Der in England geborene Webb war 1845 an die Universität gekommen und übernahm 1857, nachdem ihm der Doctor of Laws verliehen wurde, die Professur für Moralphilosophie. verließ die Professur um ein Richteramt im Distrikt Donegal zu übernehmen. 1868 versuchte er erfolglos, für die Universität ins Parlament gewählt zu werden. |
| Henry Brougham Leech:468                      | LL.D.                   | 1888          | 1908          | Leech war anerkannter Fachmann für internationales Recht. |
| Charles Francis Bastable:11                   | M.A., LL.D.             | 29. Feb. 1908 | 1932          | Bekannt wurde Bastable als Wirtschaftswissenschaftler. Seine Professur, die Whately Professorship of Political Economy am Trinity College, die er seit 1882 innehatte, war so schwach dotiert, dass er weitere Betätigungsfelder suchen musste. Unter anderem war er als Autor für die elfte Auflage der Encyclopædia Britannica beteiligt (Kurzzeichen C.F.B.). Er lehrte gleichzeitig erst Jura und Wirtschaftswissenschaften am Queen’s College in Galway (heute National University of Ireland, Galway)), ab 1903 Jura und internationales Recht am Trinity College und ab 1908 als Regius Professor of Law. Die Belastung durch die vielen Pflichten wird als Grund genannt, warum Bastable nicht mehr Beiträge zur akademischen Theorie lieferte. |
| ungeklärte Lücke                              |                         |               |               | |
| Frances Elizabeth Moran                       | L.I.B., L.I.D.          | 1944          | 1963          | Moran wurde 1924 als Anwalt in Irland zugelassen, 1940 auch in England. Als Frances Moran 1925 zur Reid Professorin ernannt wurde, war sie die erste Frau, die in Dublin eine Professur übernahm. Sie war auch die erste Frau Großbritanniens, die als Queen’s Counsel geehrt wurde (took the silk). Nach ihr wurde ein Stipendium am Trinity College benannt, die Frances E. Moran Research Studentship und eine seit 1983 jährlich stattfindende Vorlesungsreihe, die Frances E. Moran Memorial Lecture. Moran war die erste Frau in einer Regius-Professur für Rechtswissenschaften. Es würde fast 60 Jahre dauern, bis mit Helen Scott erneut eine Frau eine solche Regius Professur besetzte. |
| Vincent Thomas Hyginus Delany (V.T.H. Delany) |                         | 1963          | 17. Jan. 1964 | |
| ungeklärte Lücke                              |                         |               |               | |
| Robert Francis Vere Heuston                   |                         | 1970          | 1983          | Heuston hatte am Pembroke College der University of Oxford gelehrt (1947–1963) und dann fünf Jahre an der University of Southampton. Mit seinem Band Lives of the Lord Chancellors, 1885–1970 erweckte Heuston die juristische Biography als Kunstform zu neuem Leben. |
| Paul O’Higgins                                | M.A., Ph.D., LL.D.      | 1984          | 1987          | O’Higgins entwickelte sich durch seine Lehrtätigkeit zu einer führenden Kapazität im Arbeitsrecht (Labour law), Bürgerrechte (civil liberties) und Sozialgesetzgebung (social security law). In seiner Zeit an der University of Cambridge (Anfang der 1960er bis 1984) veröffentlichte er mit Bob Hepple 1971 Public Employee Trade Unionism in the United Kingdom und Individual Employment Law sowie in 1972 die Encyclopaedia of Labour Relations Law. 1975 taten sich O’Higgins und Hepple mit Judith Neeson zusammen, um die bis dahin nicht vorhandene Bibliographie der Literatur zum Britischen und Irischen Labour Law zusammenzustellen. 1994 wurde er mit einer Festschrift geehrt, Human Rights and Labour Law: essays for Paul O’Higgins. 1987 kehrte O’Higgins nach England zurück, wo er am King’s College London eine Professur übernahm, die er bis zu seiner Pensionierung 1992 innehatte. |
| ungeklärte Lücke                              |                         |               |               | |
| John Waters                                   |                         |               |               | |
| William Binchy                                | B.A., M.A., B.C.L, LL.M | 1992          | 2012          | Binchy war Mitglied der irischen Menschenrechtskommission. |
| vakant                                        |                         | 2013          | Aug. 2014     | |
| Mark Bell                                     |                         | 2015          |               | Bell hatte zuvor von 2011 bis 2014 die School of Law der University of Leicester geleitet. |